# Enicospilus lupemejia
Enicospilus lupemejia là một loài tò vò trong họ Ichneumonidae.